# Lymfoidní progenitor

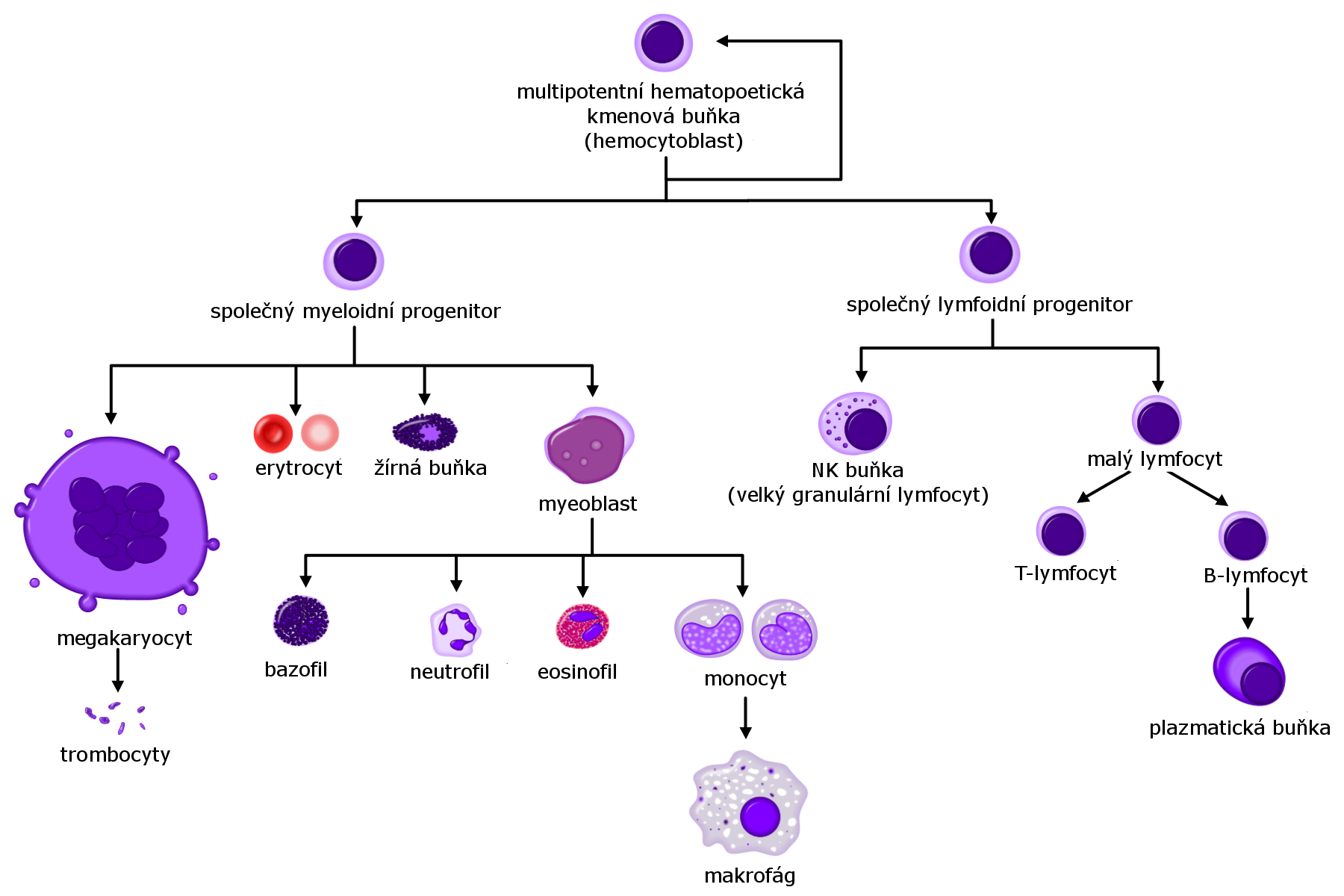
Krvetvorba - zjednodušeně

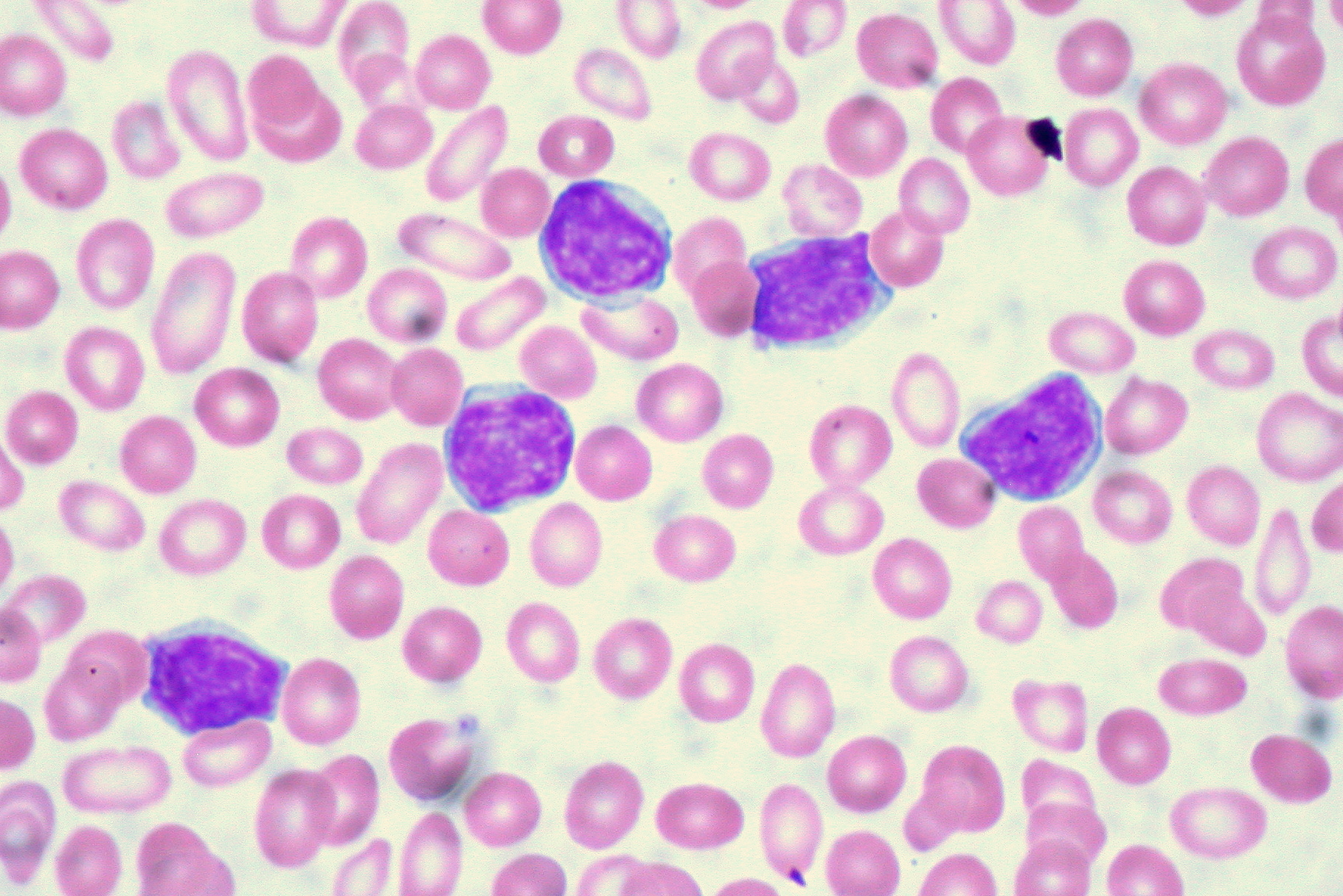
Chronická lymfocystická leukémie

Lymfoidní progenitor (common lymphoid progenitor, CLP) je lymfoidní multipotentní buňka v kostní dřeni vznikající z multipotentního progenitoru vznikajícího z pluripotentní hematopoetické kmenové buňky, dávající v průběhu hematopoezy (krvetvorby) vznik T-lymfocytům, B-lymfocytům a NK buňkám (natural-killer cells).

## Regulace
Regulace přežití buňky a buněčného růstu v průběhu hemato-lymfopoézy je primárně zajišťována cytokiny. Cytokinová signalizace je kritickým krokem k diferencianci buňky do lymfoidní linie. Lymfoidní progenitory mohou být přesměrovány k vývoji do myeolidní řady stimulací receptorů skrze exogenní expresi interleukinu (IL)-2 a GM-CSF (granulocyte/macrophage colony-stimulating factor). Signalizační dráhy jsou oddělené, čehož důkazem je spouštění diferenciace do granulocytů a monocytů různými cytoplazmatickými doménami.
Endogenní myelomonocytové cytokinové receptory pro GM-CSF (granulocyte/macrophage colony-stimulating factor) a M-CSF (macrophage colony-stimulating factor) na lymfoidních progenitorech nejsou, u myeloidních jsou transkribovány až po indukci do myeloidní linie prostřednictvím IL-2.

## Rozlišení
Rozlišení velmi malých lymfoidních progenitorů je možné díky vícebarevné průtokové cytometrii a použití genetických markerů. Lymfoidní progenitory mají poměrně různorodé vlastnosti, jedna skupina má potenciál vytvořit jednotlivou linii (například T-lymfocytů), ovšem velmi rané progenitory si mohou zachovat určitý stupeň plasticity. To znamená, že jejich částečná progrese nevylučuje "přeprogramování" k jinému osudu.

## Spojitost s leukémií
Akutní lymfoblastická leukémie (ALL) tvoří 80% všech leukémií, přičemž průběh se liší v dětském a dospělém věku. ALL v dětském věku je důsledek opakovaného poškození chromozomální výbavy lymfoidního progenitoru, spolu s působením běžných bakteriálních a virových infekcí na které je ALL abnormální odpovědí. Leukémie z prekurzorů B lymfocytů tvoří 85% všech ALL, leukémie z prekurzorů T lymfocytů tvoří pak 15%. Druhým typem lymfoblastické leukémie je pak chronická lymfatická leukémie (CLL).